# Roman
Roman — румунський виробник вантажних автомобілів.
Знаходиться у м. Брашові.
Історію веде з 1921 р. від заводу по ремонту залізничного рухомого складу (ROLMOC), автовиробника MARTA.
При соціалізмі називався «Червоний прапор» (рум. «Steagul Roșu»).
На даний момент компанія перебуває в процедурі банкрутства.

## Історія (до 1969 року)
Старовинний Брашов — один з десяти найбільших міст Румунії — за свою більш ніж восьмистолітню історію неоднократно змінював назви. Заснований у ХІІІ ст. вихідцями із Саксонії під назвою Корона, був він і Браско, і Брассо, і Стефанополісом, і Кронштадтом, і навіть Орашул–Сталін у честь радянського вождя. Належало місто королівству Угорщині, що входила в склад Австро–угорської імперії, князівству Семиграддя, а з 1920 р. перейшло до Румунії.
Гірські ремесла у Південній Трансильванії розвивались з XVI ст., коли там виявили поклади мідної руди. Розвиток металургії до початку ХХ ст. та потреба у кваліфікованій робочій силі поступово перетворили глухий Кронштадт у промисловий центр Королівства Румунії. Високий рівень освіти населення у порівнянні з сусідніми жудецями (рум. judeţ — повіт, адміністративно–територіальна одиниця в Румунії) дозволив без проблем на базі наявних цехів на початку ХХ ст. запустити підприємство ROLMOC (румунські локомотиви).
Створений 4 січня 1921 р. завод по ремонту залізничного рухомого складу (німецькі, австрійські паровози та вантажні вагони) почав випуск провіантних візків та водонагрівальних котлів для залізниць та армії. Однак через десять років після запуску в підприємства ROLMOC з'явились труднощі, а у 1935 р. воно було об'єднане з машинобудівним підприємством Astra Vagoane Calatori з міста Арад, після чого стало йменуватись Astra — Prima Fabrica de Vagoane si Motoare, Societate Anonima.
Завод Astra вже мав автомобільне минуле. В австро–угорські часи він називався Magyar Automobil Részvény Társaság Arad (MARTA), у 1909–1912 рр. випускав легкові машини марки MARTA по ліцензії американської компанії Westinghouse та вантажівки, після чого завод перейшов у власність фірми Austro–Daimler. Всього до 1914 р. у м. Арад було виготовлено близько 500 автомобілів. У 1921 р. колишній автозавод об'єднався з машинобудівною фірмою Fabrica de Mașini, Vagoane și Turnătoria de Fier a societății pe acțiuni «Johann Weitzer» (раніше відомою як Weitzer János Gép — Waggongyár és Vasöntöde Részvénytársaság), компанія отримала назву Fabrica de automobile și vagoane Astra. До 1926 р. під маркою Astra виготовляли у незначній кількості перші румунські серійні вантажівки, автобуси та потужні легковики моделі 45/60 НР (4 цил., 8000 см3), після чого підприємство повністю перейшло на випуск залізничного рухомого складу й трамваїв. Обладнання автомобільного цеху відправили у Брашов на авіаційний завод Industria Aeronautică Română (IAR).
У Брашові окрім ремонту паровозів та залізничних вагонів випускали візки, причепи та машинні приводи. До цього часу Кронштадт отримав свою сучасну назву за назвою жудеця (повіту) Брашова, а при заводі був сформований футбольний клуб Brașov.
У квітні 1938 р. після розпуску парламенту та встановлення Королівської диктатури власники заводу Astra Brașov розширили виробництво за рахунок випуску артилерійських гармат, лафетів та боєприпасів до них, що відобразилось у назві. У 1940–ому підприємство стало називатись Societatea Astra Fabrica Română de Vagoane, Motoare, Armament şi Muniţiun. При режимі Антонеску на заводі розпочалисть арести й репресії, що у першу чергу торкнулись інженерного персоналу.
Як і сусідній Плоєшті, де добувалась нафта, Брашов не уникнув у 1943–1944 рр. масованих атак британської та американської авіації, виробництво було повністю зруйновано після нальоту бомбардувальників. Цехи по виробництву підшипників та снарядів знищились під розривами 1– та 2–тонних бомб. Була зруйнована й частина міста.
У 1945 р. завод вирішили переорієнтувати на важку металургію. Так, через рік було запущено сталеливарне виробництво. А 1 травня 1947 р. вступило у стрій доменне газове обладнання, виготовлене у Німеччині за методом Siemens–Martin.
Відречення короля Румунії Міхая І від престолу у 1948 р. й прихід до влади Румунської комуністичної партії відобразились на долі багатьох великих виробництв. Націоналізація заводу та перехід його до Міністерства металургії й машинобудування відобразились на назві підприємства, котре перейменували в дусі часу — Завод "Червоний прапор" (рум. Uzinele «Steagul Roșu»).
Однак націоналізація Румунії не була повальною, й навіть у кінці 1970–их при Чаушеску в країні залишалось немало приватних компаній, артілей та кооперативів.
У жовтні 1949 р. правління СРСР повністю підтвердило відмову від воєнних репарацій та контрибуції. До цього часу Румунія вже відправила у Радянський союз значний парк паровозів та дизель–поїздів. Втрати по локомотивному парку за період 1940–1949 рр., у тому числі за рахунок безповоротніх бойових втрат, становили 78%. Гостра потреба у транспорті примусила зайнятись виробництвом вантажних автомобілів, тим більше, що завод вже освоїв капітальний ремонт німецьких та австрійських вантажівок, які пройшли війну та почав випуск кузовів для радянських ГАЗ–51 та ЗИС–150.
Рішення про масовий випуск вантажівок ЗИС–150 на площах заводу Steagul Roșu було прийнято в кінці 1950 р. У цьому ж році постановою правління Брашов був перейменований в Орашул–Сталін, а сам жудець став називатись Сталін.
Московський ЗИС до 1953 р. підготував повний комплект креслень для заводу й надав кілька шасі для налагодження повного циклу виробництва. Частину оснастки планувалось випупити у заводу №586 (Дніпропетровський АЗ), де збирались випускати вантажівки ДАЗ–150. Однак невідомо чи було це зроблено. Виробництво мостів ЗИС–150 та передніх ЗИС–151, а також 5–ступеневих КП було налагоджено на початку 1953 р. на бухарестському заводі «23 серпня».

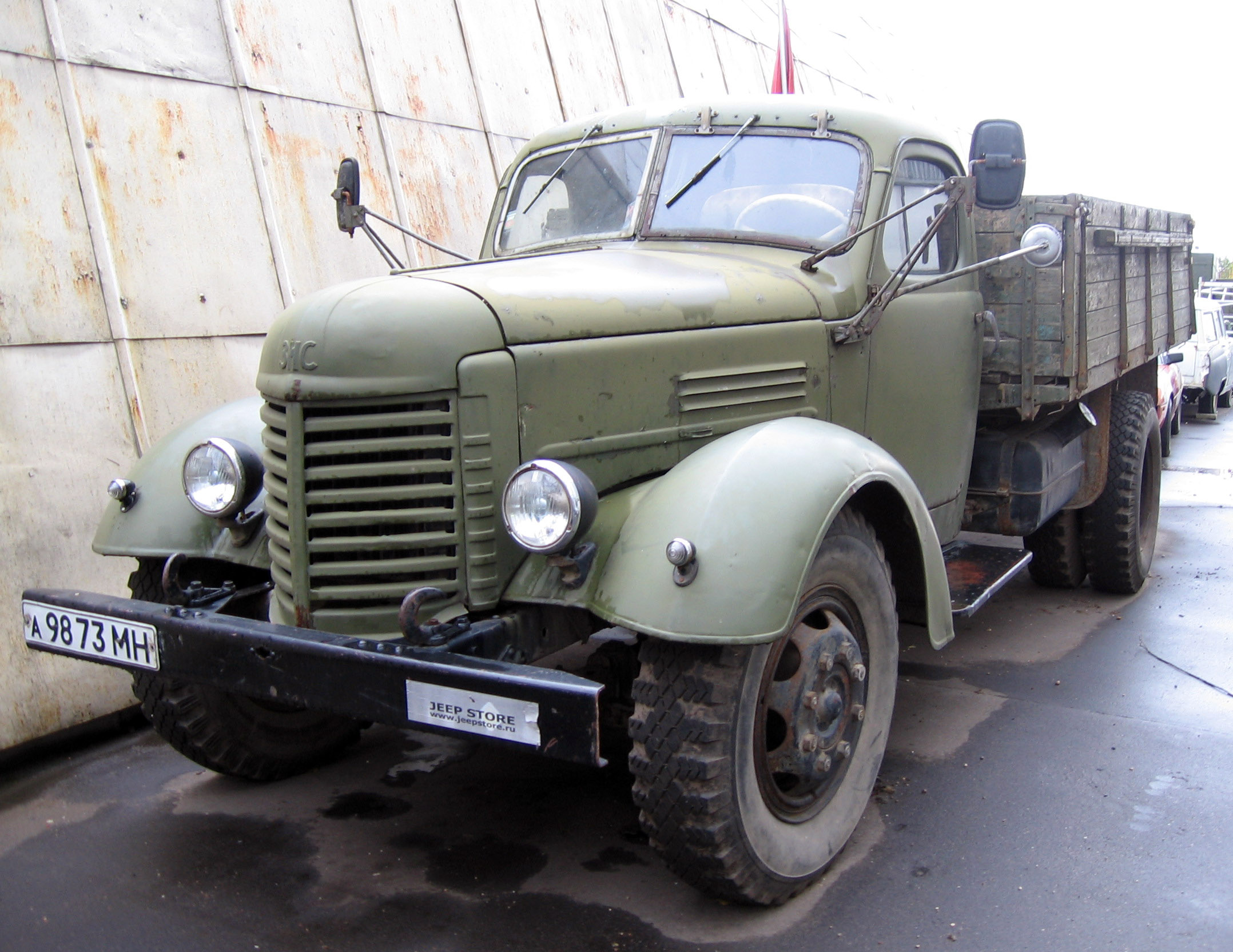
ЗИС–150

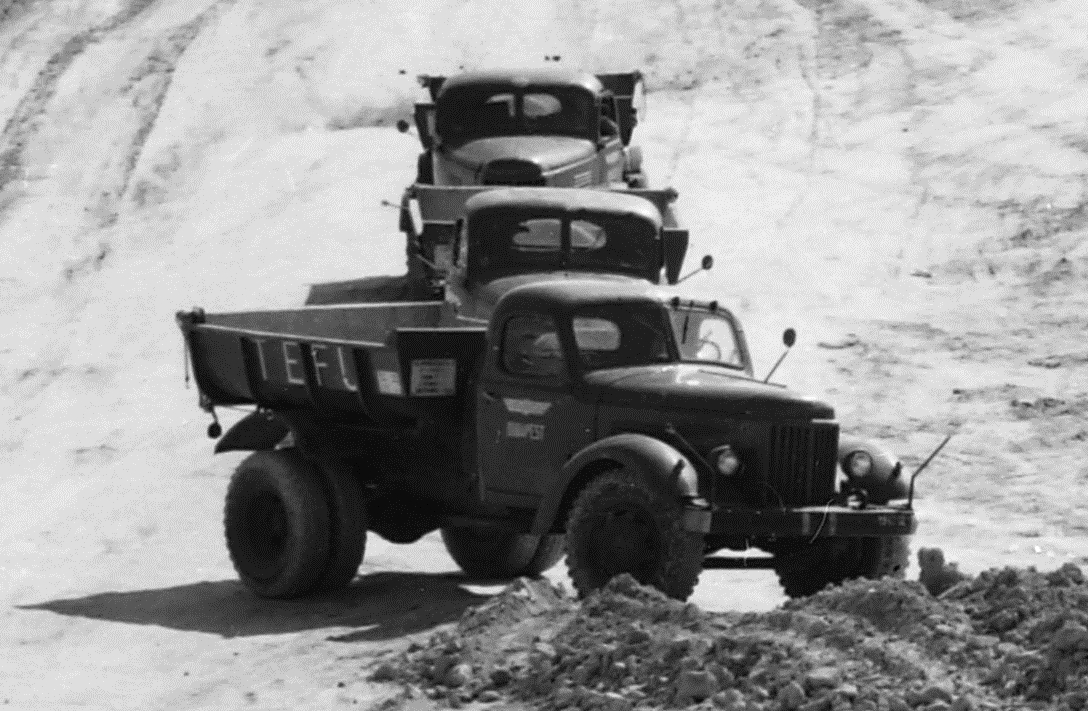
ЗИЛ–ММЗ–585

У 1954 р. заводу Steagul Roșu в урочистій обстановці випустив свій перший вантажний 4–тонний автомобіль SR–101, котрий не був ліцензійною копією ЗИС–150, що виготовлявся на Московському автозаводі ім. Сталіна з 1947 р. У румунської копії були свої особливості, пристосовані під можливості місцевої промисловості. Спочатку SR–101 мав дерев'яно–металеву кабіну, тоді як його московського «брата» вже чотири роки випускали з суцільнометалевою. Румунська вантажівка зовні була схожа на ранні ЗИС–150 періоду 1947–1950 рр. Карбюраторний 6–циліндровий двигун SR–101–120 являв собою звичайний ЗИС–120 робочим об'ємом 5550 см3, але мав частину елементів, що виготовлялись у СРСР. Двигун розвивав потужність 95 к.с. і з 5–ступеневою КП дозволяв розігнатись до 65 км/год. Вже з 1955 р. на SR–101 почали встановлювати кабіну, оснащення для якої випускали на бухарестському заводі «23 серпня». На шасі SR–101 був освоєний випуск автосамоскидів SR–109, для чого частину інженерів відрядили в Кутаїсі (Грузинська РСР) для вивчення виробництва та конструкції ЗИС–585. До цього часу завод отримав частину виробничого оснащення з Московського ЗИСа та КАЗа. Тим не менше освоєння гідроприводу в Кутаїсі, встановлення коробки відбору потужності на шасі дозволили випускати шасі для автоцистерн та кранів, а кооперація з чеськими виробниками холодильного обладнання дозволила випустити ізотермічні фургони та авторефрижератори.
Шасі SR–101 використовували для пожежних, комунальних та дорожніх машин, автокранів, на першому післявоєнному румунському автобусі Mao Tze Dun, а також ранніх автобусах TV–1 та TV–2 бухарестського підприємства Tudor Vladimrescu. Крім того, на базі SR–101 на заводі UMT (Uzinele Mecanice Timișoara) у Тимишоарі випускали повнопривідне шасі SR–104 з колісною формулою 4×4 з передніми ведучими мостами ЗИС–151. На їх базі випускали пожежні автоцистерни APC SR–104, ATI SR–104 з пожежним гідромонітором на поворотній башті та автомобілі газодимозахисту й освітлення ASp FGI SR–104. Всього до 1958 р. в Орашул–Сталіні було зібрано 17 тисяч автомобілів.
До цього часу продукція заводу Steagul Roșu остаточно застаріла. Курс на індустріалізацію вимагав більш сучасних машин, тим більше що у країні була прийнята доктрина імпортозаміщення, а ГАЗ–51, ГАЗ–63 та ЗИС–151 не здатні були компенсувати застаріваючий парк німецьких, чехословацьких та австрійських машин випуску 1936–1944 рр. У 1958 р. вимагалось розробити наступне покоління вантажних автомобілів, котрі могли б замінити на конвеєрі серію SR–101.
У якості партнера для розробки нового сімейства вантажівок обрали французьку кузовну та автобусобудівну компанію Société des usines Chausson. У Європі вона була відома як виробник конвеєрного оснащення, ковальсько–штампувальної, зварювальної та інструментальної бази для таких заводів як Peugeot, Citroёn, Renault та SAVIEM.

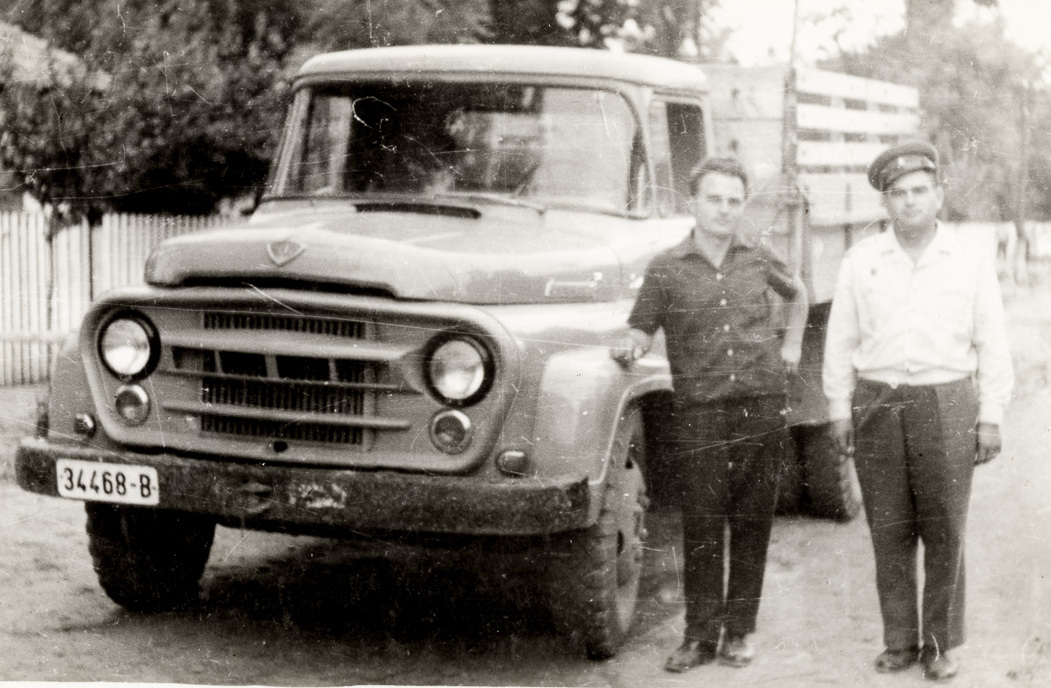
SR–113 Carpați

Вважається, що причиною вибору в користь Франції слугували натягнуті відносини СРСР та Румунії після ХХ з'їзду КПРС, коли був розвінчаний культ Сталіна. Однак насправді давалась взнаки традиційна орієнтація румунів на західноєвропейські технології та нездатність передачі технологій радянськими автозаводами ЗИЛ та ГАЗ. До того у радянських машинобудівників планувалась термінова модернізація. Тому вибір румунських машинобудівників на більшу самостійність та незалежність від СРСР полягав виключно в економічному прагматизмі.
Кабіну для нової серії румунських вантажівок розробили у Франції по канонам сучасного на той момент дизайну. Chausson повинні були не тільки підготувати документацію на всі необхідні пуансони, матриці, штампи та зварювальні кондуктори, але й виготовити самостійну частину інструменту й оснастки. Новий базовий автомобіль отримав позначення SR–131 й власну назву Carpați в честь гірського масиву. Серійне виробництво нового сімейства вантажівок заводу «Стягул Рошу» розпочалось у 1961 р.
У якості основи для новинки вибрали двигун Ford серії Y. Карбюраторна V–подібна "вісімка" SR–211 робочим об'ємом 5024 см3 розвивала потужність 140 к.с., була агрегатована з 4–ступеневою коробкою передач.

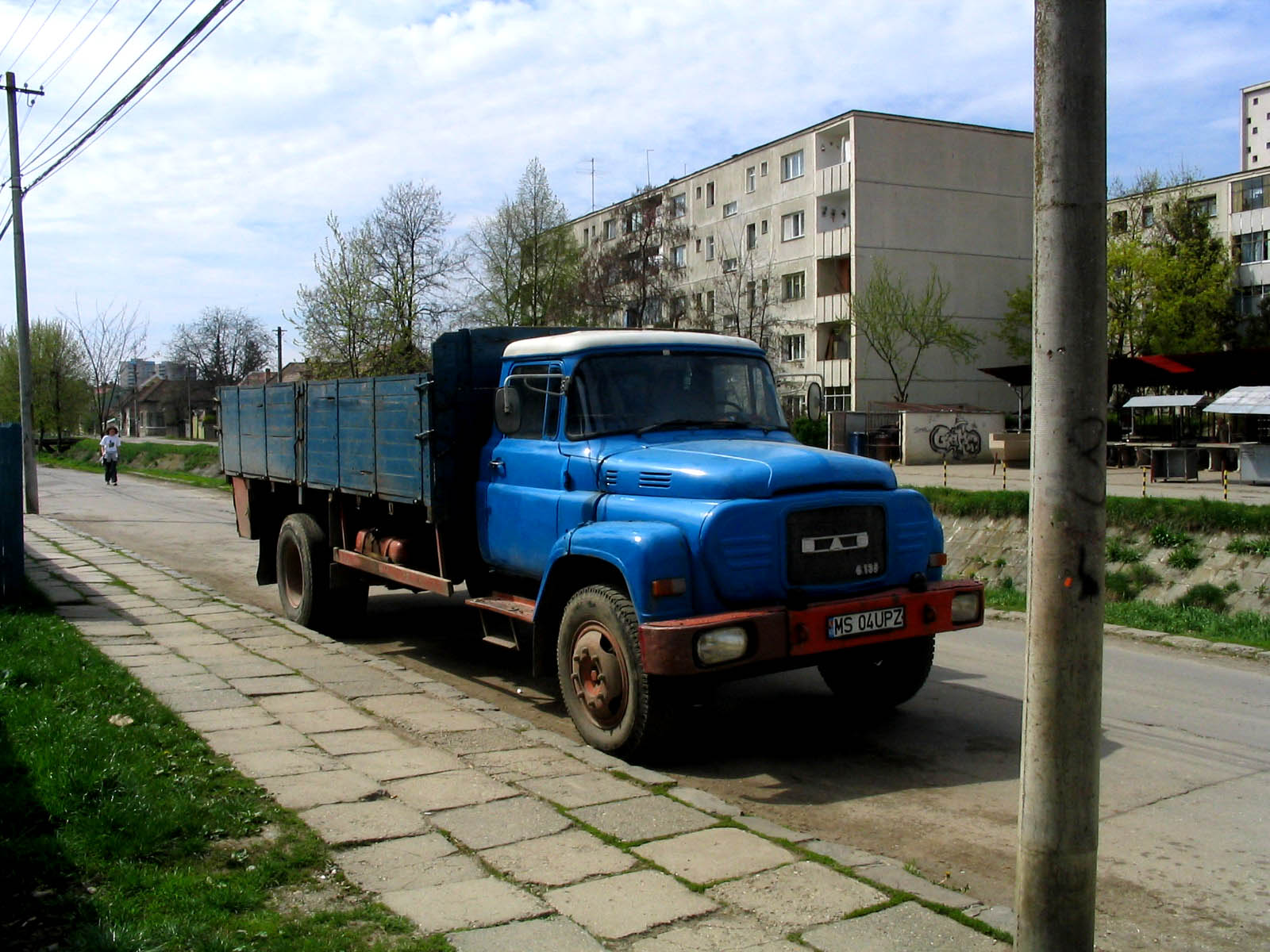
DAC 6135

Вантажність SR–131 становила 3 т, а повна маса 6,2 т. Через кілька років на його базі почалось виробництво ряду модифікацій — сідельного тягача SR–115, самоскида SR–116 ABS, а також повнопривідних автомобілів — цивільного SR–132 (2,5 т) та армійського SR–132M2 (2 т). У 1963 р. почалось виробництво потужнішого довгобазового SR–113 Bucegi («Бучеджі») вантажністю 5 т (при повній масі 9,2 т) на посиленому шасі з 5–східчастою КП.
Практично вся гама машин перекривала потреби промисловості й модельний ряд ГАЗ–52, ГАЗ–53 та ЗИЛ–130. На базі «Бучеджі» виготовляли й сідельні тягачі 18TR2, самоскиди, повнопривідні вантажівки цивільного та військового призначення SR114, шасі для різноманітної спецтехніки. На підприємстві продовжувались експерименти по створенню автомобілів з ще більшою вантажністю. В кінці 1960–их були представлені 7–тонні вантажівки 7BA1 з винесеною вперед кабіною та гальмами з роздільним приводом на передні та задні колеса. На його базі були виготовлені самоскид, бетонозмішувач, сідельний тягач та рефрижератор. Але у серійне виробництво ця модель не пішла, оскільки на фоні прийдешнього переозброєння виробництва у ній не було сенсу.
Експорту в Румунії спочатку відводилась першочергова роль. Carpați та Bucegi, не дивлячись на застарілу станом на кінець 1960–их конструкцію, поставляли в Колумбію, Грецію, Сирію, Пуерто–Рико. У Югославії їх збирали під маркою Torpedo SRT на підприємстві Tvornica motora i motornih vozila у місті Ріека, однак по якості вони не могли конкурувати навіть з радянськими ЗИЛ–130, ГАЗ–52 та ГАЗ–53.